# 袋草紙
袋草紙（ふくろぞうし）は、平安時代後期の保元年間（1156年－1159年）頃に公家で六条家流の歌人であった藤原清輔が著した歌論書である。4巻および遺編1巻からなる。

## 概要
『袋草紙』は「袋草紙」と「袋草紙遺編」から成立し、前者は「和歌会事」「撰集故実」などの故実部分・「故撰集子細」「諸集人名不審」などの歌集や歌人の考証部分・「雑談」の和歌説話・「希代和歌」の4つの部分から構成され、後者は古写本の多くが「和歌合次第」と記すように、主として歌合に関する資料を掲げている。『袋草紙』の眼目は前者にあったと考えられている。特徴として、中国説話をほとんど用いていない点、紀貫之・凡河内躬恒・大江匡衡・藤原公任・能因・赤染衛門・和泉式部などの歌人に関する説話を援用している点が挙げられる。
藤原清輔が袋草紙を著述した意図は、対内的には作歌上の心得を教示するだけでなく、藤原隆経・藤原顕季・藤原顕輔・藤原清輔にわたる重代の歌人の心構えを説き、対外的には重代の家としての厳しさを強調し、その厳しさに絶えた矜持を誇示することにあったと思われる。また、藤原清輔と親戚関係の大中臣家を賛美する逸話が多い。